# Francesc Ordeig (organista)
Francesc Ordeitg (?,?) fou un compositor català que visqué al segle xviii.
Va realitzar l'examen d’oposicions de la capella de la Basílica de Santa Maria del Pi el 2 de setembre del 1711, per la posició de mestre de capella. Va realitzar doncs els exercicis de cant pla, cant d’orga, contrapunt i composició d’un salm i un villancet. Dissortadament, va quedar en 4t lloc i la plaça fou donada a Pau Llinàs que, tot s'ha de dir, disposava de la preferència dels jutges.
Es troben conservats dos dels seus villancets, un escrit al 1740 i interpretat en el convent de religioses mínimes de S. Francesc de Paula de Valls i l’altre titulat Clarines de la Fama, escrit per dos cors, 2 violins, baix i baix continu xifrat. Es poden trobar a la Biblioteca Musical de Joan Carreras i Dagas catalogada per Pedrell.